# Alfibre
Alfibre CC ist ein südafrikanisches Unternehmen und ehemaliger Hersteller von Automobilen.

## Unternehmensgeschichte
Das Unternehmen wurde am 22. September 1987 in Bellville, einem Stadtbezirk von Kapstadt, gegründet. In den 1990er Jahren entstanden Automobile und Kit Cars, die als Alfibre vermarktet wurden. Die Anzahl blieb gering.

## Fahrzeuge
Das einzige Modell war die Nachbildung des Austin-Healey 100. Die Basis bildete ein Fahrgestell aus Stahl. Darauf wurde eine offene Karosserie aus Fiberglas montiert. Ein Sechszylinder-Reihenmotor von Nissan trieb die Fahrzeuge an.